# Servières-le-Château
Servières-le-Château este o comună în departamentul Corrèze din centrul Franței. În 2009 avea o populație de 671 de locuitori.

## Evoluția populației
| An        | 1975 | 1982 | 1990 | 1999 | 2006 | 2009 |
| --------- | ---- | ---- | ---- | ---- | ---- | ---- |
| Populație | 618  | 718  | 772  | 720  | 678  | 671  |